# ヴェローナ断崖
ヴェローナ断崖（ヴェローナだんがい、英: Verona Rupes）は、天王星の衛星ミランダに存在する断崖。
1986年1月に宇宙探査機ボイジャー2号によって発見され、名前はウィリアム・シェイクスピアの戯曲『ロミオとジュリエット』の舞台となったイタリアの都市ヴェローナに由来し、1988年に国際天文学連合（IAU）によって採用された。この断崖は、衛星の崩壊と再構築を引き起こした大きな衝突によって形成されたか、あるいは地殻の裂け目によって形成された可能性が示唆されている。ミランダの重力が弱いことを考慮すると、頂上から落下するのに約12分かかり、約200 km/hの速度で下に到達する。
高さについては多くの推定があり、高さは 5 - 10 kmと推定されていたが、別の推定では 20 kmと高く、これは地球のグランド・キャニオンの約10倍の高さであり、太陽系でもっとも落差の大きい断崖と考えられている。また、ある研究によれば、視差による斜めからの眺めを考慮しない場合、ヴェローナ断崖の本当の高さは約 5 - 15 kmであり、境界線に向かって徐々に浅くなると推定されている。断崖は明暗境界線を越えて北半球まで伸びていると推定されるが、ボイジャー2号ではそれ以上遠くを観測することはできなかった 。境界線を越えて伸びる暗い縁に対する断崖の傾斜は約 25 - 30 度と推定されている。